# Église Sainte-Marie-Madeleine d'Amiens
L'église Sainte-Marie-Madeleine d'Amiens est située dans le quartier de Renancourt au sud-ouest de la ville d'Amiens, dans le département de la Somme.

## Historique
L'église a été construite au XVIIIe siècle. Elle a été endommagée en 1918 pendant la Première Guerre mondiale.

## Caractéristiques
Cette petite église a été construite en brique et pierre. Sa façade est surmontée d'un clocher avec une toiture en flèche recouverte d'ardoise.

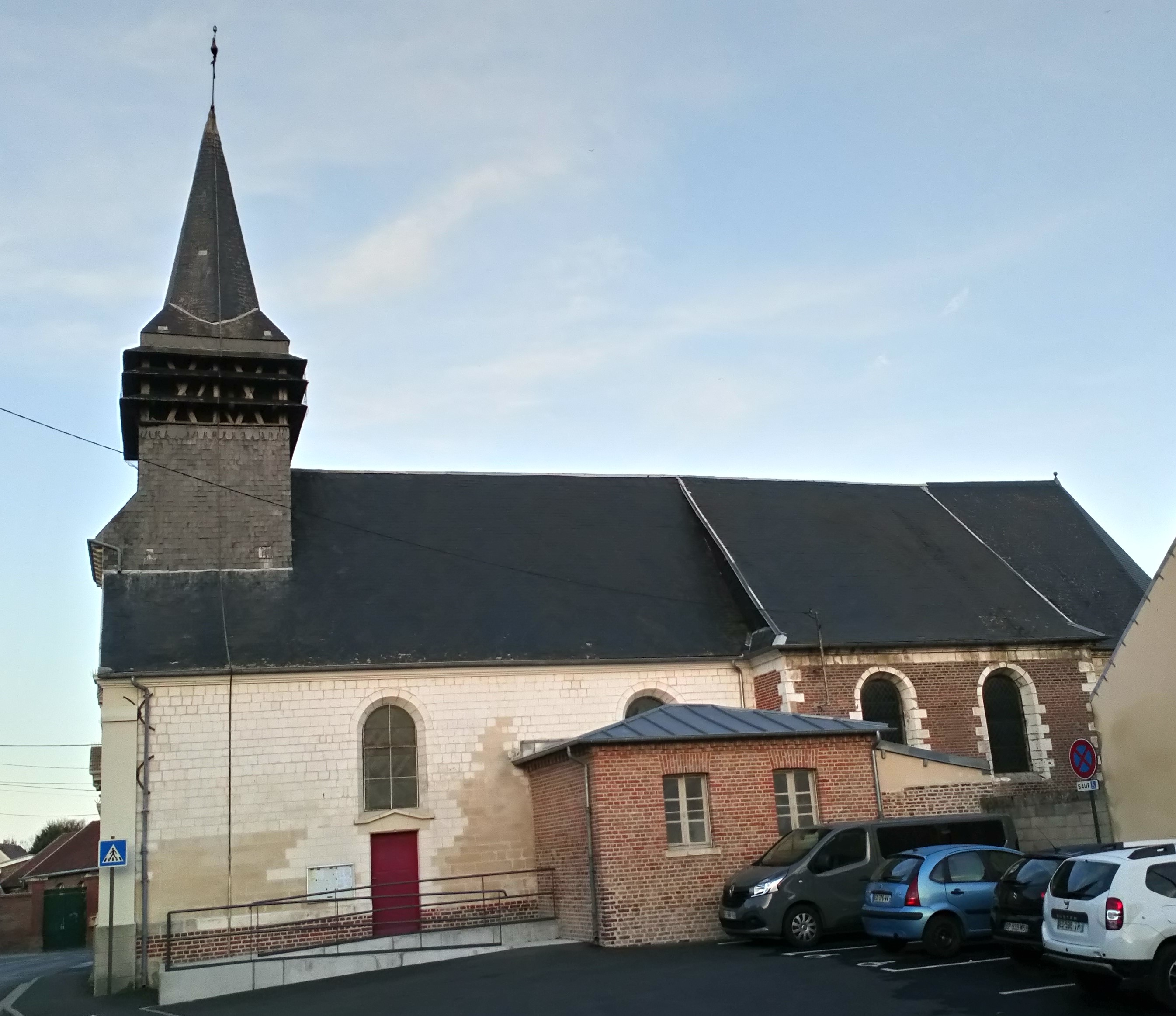
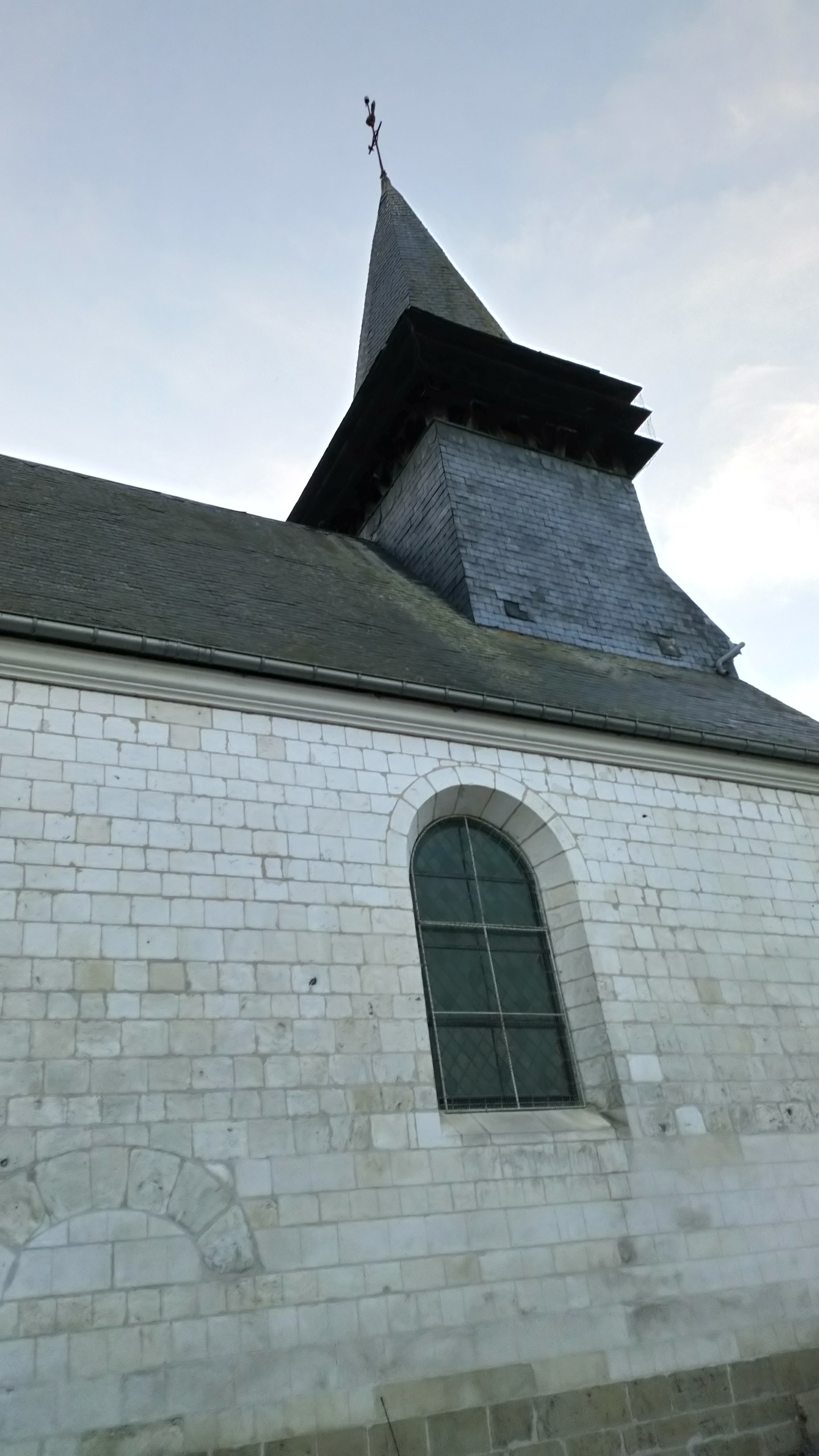
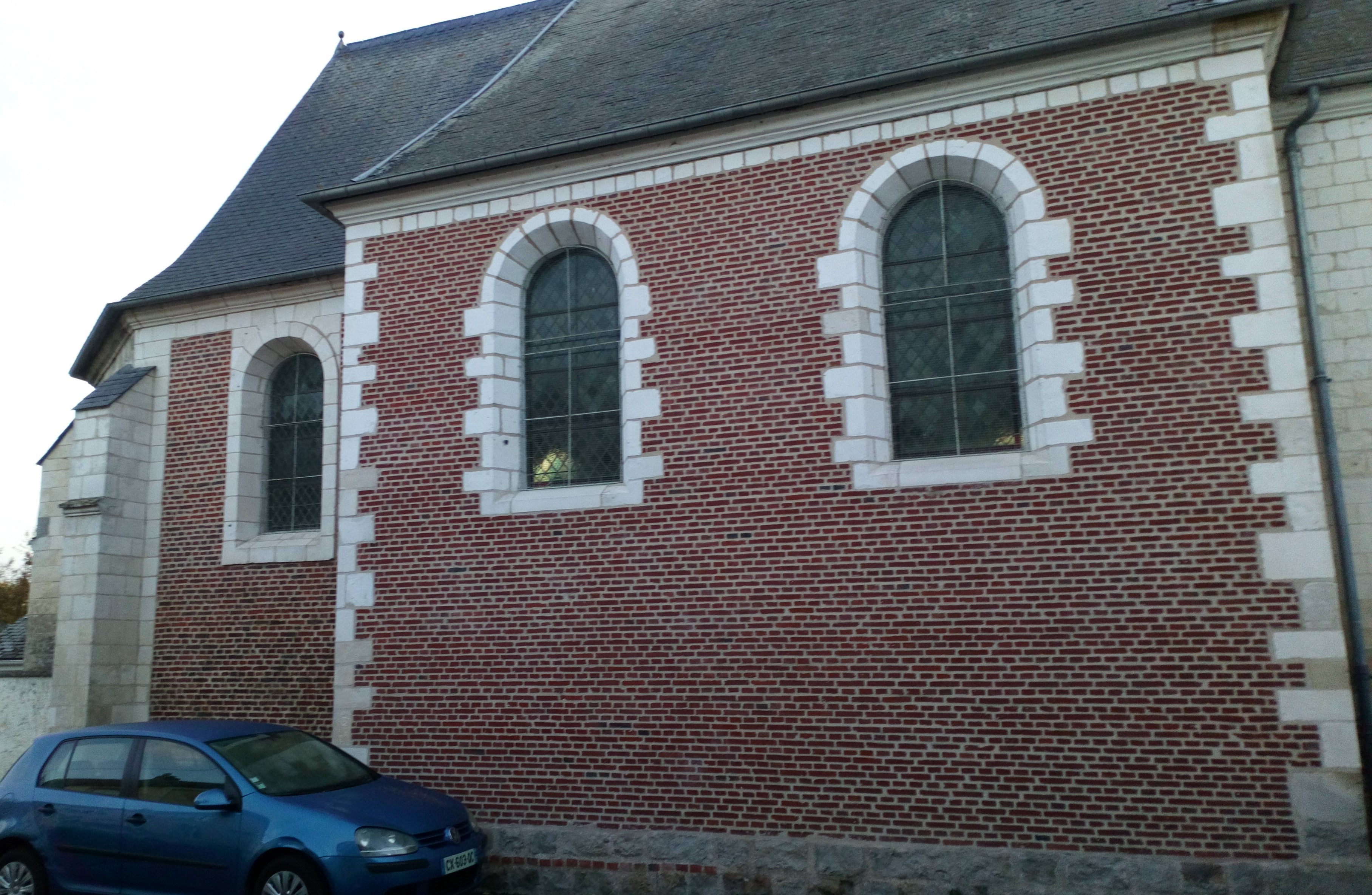